# فرانسه در پارالمپیک تابستانی ۲۰۲۴
فرانسه در پارالمپیک تابستانی ۲۰۲۴ که از ۷ تا ۱۸ شهریور سال ۱۴۰۳ (۲۸ اوت تا ۸ سپتامبر ۲۰۲۴) به عنوان ملت میزبان رقابت‌ها در پایتخت کشور خود، پاریس شرکت می‌کند. این نخستین‌بار است که فرانسه میزبان پارالمپیک تابستانی می باشد. اما آنها پیشتر در سال ۱۹۹۲ پارالمپیک زمستانی را در شهر آلبرت‌ویل میزبانی کرده‌اند.